# Kamimuria coreana
Kamimuria coreana är en bäcksländeart som beskrevs av Ra, Kim, Kang och Ham 1994. Kamimuria coreana ingår i släktet Kamimuria och familjen jättebäcksländor. Inga underarter finns listade i Catalogue of Life.